# José Vicente Mateo i Navarro
José Vicente Mateo i Navarro   (Jumella, 1931 - Múrcia, 2001) fou un polític i escriptor valencià.

## Biografia
Escriptor i treballador bancari de formació autodidacta. Treballà en una sucursal del Banco Hispano Americano a Madrid, però aviat demanà trasllat a Alacant. El 1966 fou un dels fundadors del Club d'Amics de la UNESCO, que ha presidit des del 1972 fins al 1978. També va escriure les obres Imagen de Alicante, amb il·lustracions de Gastón Castelló i altres, i Guía de Murcia, amb fotografies de Pere Català i Roca, per encàrrec de Josep Vergés i Matas, d'Editorial Destino. El 1966 va escriure Alacant a part, assaig polèmic analitzant la posició d'Alacant al País Valencià, que fou publicat per la col·lecció Edicions d'Aportació Catalana i prologat per Joan Fuster.
També va fundar la Junta Democràtica del País Valencià a Alacant. Posteriorment formà part de la Taula de Forces Polítiques i Sindicals del País Valencià a Alacant. Fou en l'àmbit provincial el primer interlocutor davant els poders fàctics (militars, governador, alcaldes) i de la Junta d'Oposició Democràtica, raó per la qual fou detingut dues vegades. A les Eleccions Generals espanyoles de 1977 fou escollit senador independent dins del PSOE per la província d'Alacant. De 1977 a 1979 fou vocal de la Comissió Especial dels Drets Humans del Senat d'Espanya. El 1978, però, abandonà el PSOE i va ingressar al PCE. Fou candidat del PCE al Senat per Alacant a les Eleccions Generals espanyoles de 1979, però no fou escollit. Va dexiar la política activa tot i que a les Eleccions Generals espanyoles de 1986 fou candidat d'Esquerra Unida del País Valencià al Senat per Alacant, i tampoc fou escollit. Va morir d'una malaltia hepàtica.

## Obres
- Alacant a part (pròleg de Joan Fuster. Barcelona: Mediterrània Edicions, 1966; 2a ed.: pròlegs de Joan Fuster i de Francesc Pérez Moragón. València: Eliseu Climent, 1986).
- Alicante aparte (nota preliminar de l'autor; pròleg de Joan Fuster i pròleg a la segona edició catalana de Francesc Pérez Moragón. Alacant: Institut de Cultura Juan Gil-Albert, 1991).
- Imagen de Alicante (Alacant: Rema, 1967).
- Guía de Murcia (Barcelona: Destino, 1971).
- El Club de Amigos de la UNESCO de Alicante. Una experiencia democrática bajo el franquismo (Alacant: Los Libros Residuales, 1983).